# Guever
Guever è uno dei tre comuni del dipartimento di Barkewol, situato nella regione di Assaba in Mauritania. Contava 5.161 abitanti nel censimento della popolazione del 2000.